# Ian McDonald (muzician)
Ian McDonald (n. 25 iunie 1946 în Osterley, Middlesex – d. 9 februarie 2022, New York) a fost un muzician poli-instrumentist englez, cel mai cunoscut ca unul dintre membrii fondatori ai trupei de rock progresiv King Crimson în 1969, dar și pentru întemeierea formației Foreigner în 1976. Specialitatea sa era saxofonul, însă putea să cânte și la flaut, vibrafon, clape și chitară.